# Chernivtsi (tỉnh)
' Tỉnh 'Chernivtsi (tiếng Ukraina: Чернівецька область, Chernivets'ka oblast) là một tỉnh của Ukraina. 
Tỉnh lỵ đóng ở Chernivtsi. Tỉnh có diện tích 8097 km2, dân số thời điểm 1/5/2004 là 913.275 người. Tỉnh nằm ở phía tây Ukraina, giáp các vùng vùng Nord-Vest và Nord-Est của România và các khu Briceni và Ocniţa của Moldova. Tỉnh có 75 sông dài trên 10 km.